# Tania Balachova
Pour les articles homonymes, voir Balachova.
Tania Balachova est une comédienne française
née le 25 février 1902 à Saint-Pétersbourg et morte le 4 août 1973 à La Ferté-Macé (Orne)
.

## Biographie
Elle fait ses études d'art dramatique au Conservatoire royal de Bruxelles. Tania Balachova travaille en 1928 avec Antonin Artaud, qui avait tenté une autre approche du travail de l'acteur, une utopie dont elle témoigne dans un entretien avec Bernard Dort, le 25 octobre 1965 à l'Institut d'études théâtrales de la Sorbonne,.
Durant l'Occupation, elle fait la création mondiale du rôle d'Inès Serrano, le 27 mai 1944, dans Huis clos de Jean-Paul Sartre, au théâtre du Vieux-Colombier, avec Gaby Sylvia dans le rôle d'Estelle et Michel Vitold dans celui de Garcin. Ce trio incarnera l'existentialisme sartrien.

### Enseignement
Passionnée de pédagogie, elle commence à enseigner l'art dramatique en 1945 au théâtre du Vieux-Colombier en compagnie de Michel Vitold, puis au théâtre de l'épée de bois.Elle est très proche de la méthode du réalisme psychologique de Constantin Stanislavski ; son théâtre-école est très réputé, la formation proposée, très complète tout en rompant avec l'académisme, sera reprise par Lee Strasberg à New York au sein de l'Actors Studio fondé en 1947 où de nombreux artistes du cinéma américain recevront ce genre d'enseignement.
Une pléiade d'artistes est issue du cours Balachova : Niels Arestrup, Stéphane Audran, Darry Cowl, Robert Hossein, Tatiana Moukhine, Daniel Emilfork, Reine Bartève, Michael Lonsdale, Catherine Sellers, Antoine Vitez, Delphine Seyrig, Laurent Terzieff, Denise Péron, Véronique Nordey, Jean-Louis Trintignant, Douchka, Raymond Devos, Roger Hanin, Dominique Lavanant, Bernard Uzan, Didier Flamand, Claude Giraud, Loleh Bellon, François Berléand, Claire Magnin, Pascale de Boysson, Maurice Garrel, Daniel Ceccaldi, Josiane Balasko, Jean-Claude Dreyfus, Sylvie Joly, Pierre Arditi, Zouc, Bernard Fresson, Pierre Debauche, Anne Vernon, etc. C'est toute une génération d'acteurs et comédiens qui sera formée par Tania Balachova entre 1945 et 1973. Elle déclenchera aussi des vocations hors de l'art dramatique : la photographe Rosine Nusimovici transposera cet enseignement si particulier en l'appliquant dans son art pictural.
Balachova compte parmi ses collaborateurs pédagogues des comédiens, artistes et metteurs en scène de renom, comme Claude Régy, François Perrot, Maurice Garrel, Claude Aufaure, etc. qui assurent des cours chaque jour en divers lieux à Paris comme, le théâtre de la Gaité, le théâtre Récamier, le théâtre de Poche Montparnasse, elle-même donnant des cours jusqu'en 1973 dans son atelier personnel situé face au square des Batignolles au 6 rue des Moines. Le danseur Christian Uboldi, issu de la troupe de Maurice Béjart, anima des classes de danse contemporaine dans cette école.
Après son décès, son assistante, la comédienne Véra Gregh (décédée à Antigua, au Guatemala, en 2008) reprend la direction du théâtre-école Tania-Balachova qu'elle installe alors à Montmartre, avenue Junot, où la journaliste reporter et photographe guatémaltèque María Cristina Orive (en) met à sa disposition les vastes locaux de sa maison (dessinée par Adolf Loos) où résidait autrefois l'écrivain Tristan Tzara.
Quelques écrits relatifs à la pédagogie de Balachova ont pu parvenir à l'actrice Juliette Binoche qui a été formée par Véra Gregh. Ces documents sont publiés dans Les cahiers du cinéma en septembre 2007 (p. 80-81).
Un de ses célèbres anciens élèves, le comédien Michael Lonsdale, témoigne de l'enseignement reçu.

### Vie privée
Son père Pavel Balachoff est journaliste en Russie. Sa famille émigre en 1910 vers la Belgique. Tania Balachova s'est mariée en 1924 avec l'acteur et réalisateur belge Raymond Rouleau qu'elle a connu à Bruxelles où Boris Balachoff, son frère, était propriétaire de salles de cinéma ainsi que de la société belge Titra. Elle est la tante de Dimitri Balachoff, membre du conseil d'administration de la Cinémathèque royale de Belgique et journaliste à Bruxelles dans la presse écrite et télévisée mais également directeur de laboratoires et studios cinématographiques.
Elle meurt le 4 août 1973 à La Ferté-Macé à l'âge de 71 ans, des suites d'une crise cardiaque. Elle est inhumée au cimetière de Saint-Coulomb, dans l'Ille-et-Vilaine,, près du camping de La Guimorais qu'elle avait fréquenté.

## Théâtre
- 1928 : Le Songe, ou Un jeu de rêves d'August Strindberg, mise en scène Antonin Artaud, théâtre Alfred Jarry — Agnès
- 1930 : Patchouli ou Les Désordres de l'amour d'Armand Salacrou, mise en scène Charles Dullin, théâtre de l'Atelier — Fernande Jadot
- 1931 : Amitié de Michel Mourguet, mise en scène Raymond Rouleau, théâtre du Marais, Bruxelles
- 1933 : L'envers vaut l'endroit de Aimé Declercq, théâtre du Marais, Bruxelles — Ruth
- 1934 : Les Races de Ferdinand Bruckner, mise en scène Raymond Rouleau, théâtre de l'Œuvre — Hélène
- 1934 : Le Mal de la jeunesse, de Ferdinand Bruckner, mise en scène Raymond Rouleau et Aimé Declercq, théâtre de l'Œuvre, théâtre du Marais (Bruxelles)
- 1935 : La guerre de Troie n'aura pas lieu de Jean Giraudoux, mise en scène Louis Jouvet, théâtre de l'Athénée - Andromaque
- 1936 : Les Innocentes adaptation de la pièce The Children's Hour de Lillian Hellman, mise en scène Marcelle Géniat, théâtre des Arts
- ?1936 : Taïa, pièce de Henri Bauche, tirée du roman d'Albert t'Sterstevens, mise en scène Alexandre Mihalesco, théâtre des Arts
- 1937 : La guerre de Troie n'aura pas lieu de Jean Giraudoux, mise en scène Louis Jouvet, Théâtre de l'Athénée — Andromaque
- 1938 : Virage dangereux de John Boynton Priestley, mise en scène Raymond Rouleau, Théâtre Pigalle
- 1942 : Dieu est innocent de Lucien Fabre, mise en scène Marcel Herrand, Théâtre des Mathurins
- 1944 : Forfaiture de Sessue Hayakawa, mise en scène Duard fils, Théâtre de l'Ambigu
- 1944 : Huis clos de Jean-Paul Sartre, mise en scène Raymond Rouleau, Théâtre du Vieux-Colombier — Inès Serrano
- 1945 : Rebecca de Daphné du Maurier, mise en scène Jean Wall, Théâtre de Paris — Madame Danvers
- 1946 : Huis clos de Jean-Paul Sartre, mise en scène Michel Vitold, Théâtre de la Potinière
- 1947 : Une mort sans importance d'Yvan Noé et A. Linou, mise en scène Yvan Noé, Théâtre de la Potinière
- 1947 : L'Extravagante Théodora de Jean de Létraz, mise en scène de l'auteur, Théâtre des Capucines
- 1948 : L'Extravagante Théodora de Jean de Létraz, mise en scène de l'auteur, Théâtre des Capucines
- 1948 : Joyeux Chagrins d'après Noël Coward, adaptation André Roussin et Pierre Gay, mise en scène Louis Ducreux, Théâtre Edouard VII — Monique
- 1950 : Le Fleuve de Charles Cordier, mise en scène José Squinquel, Théâtre Verlaine
- 1952 : Dialogues des carmélites de Georges Bernanos, mise en scène Marcelle Tassencourt, Théâtre Hébertot — Madame de Croissy
- 1953 : La vie que je t'ai donnée de Luigi Pirandello, mise en scène Claude Régy, Théâtre de l'Atelier, Théâtre des Noctambules, Théâtre des Mathurins — Donna Anna Luna
- 1954 : Les Bonnes de Jean Genet, mise en scène Tania Balachova, Théâtre de la Huchette — Solange
- 1954 : La Matinée d'un homme de lettres de Tania Balachova d'après Anton Tchekhov, mise en scène Tania Balachova, Théâtre de la Huchette — Madame Mourachkina
- 1954 : La vie que je t'ai donnée de Luigi Pirandello, mise en scène Claude Régy, Théâtre de l'Atelier
- 1955 : Le Prince d'Égypte de Christopher Fry, mise en scène Marcelle Tassencourt, Théâtre du Vieux-Colombier — Anath
- 1956 : Les Amants puérils de Fernand Crommelynck, Théâtre des Noctambules — L'Étrangère
- 1957 : La Maison de Bernarda Alba de Federico García Lorca, mise en scène Maurice Jacquemont, Théâtre de l'Ambigu — Bernarda
- 1958 : Romancero de Jacques Deval, mise en scène de Jacques Deval — La Tarantula
- 1958 : La Cathédrale de cendres  de Berta Dominguez D., mise en scène Abel Gance, Théâtre de l'Alliance française
- 1959 : Les Possédés d'Albert Camus d'après Fiodor Dostoïevski, mise en scène Albert Camus, Théâtre Antoine — Varvara Petrovna Stavroguine
- 1961 : Naïves Hirondelles de Roland Dubillard, mise en scène Arlette Reinerg, Poche Montparnasse — Madame Séverin
- 1961 : Les Troyennes d'Euripide, mise en scène Jean Tasso, Théâtre Récamier
- 1962 : Frank V, opéra d'une banque privée de Friedrich Dürrenmatt, mise en scène André Barsacq, Théâtre de l'Atelier — Ottilie
- 1967 : Les Choéphores, tragédie de Paul Claudel d'après Eschyle, mise en scène Henri Doublier, musique originale Darius Milhaud, Théâtre des Remparts (Provence)
- 1967 : La Sonate des spectres d'August Strindberg, mise en scène Jean Gillibert, Théâtre de l'Alliance française — La Momie
- 1968 : "Lady Macbeth", pièce en 1 acte de Tania Balachova d'après Anton Tchekhov, mise en scène Tania Balachova, Théâtre de Poche Montparnasse — Teresa
- 1970 : L'Homme qui se donnait la comédie, d'Emlyn Williams, mise en scène Roger Coggio, Théâtre de l’Athénée
- 1972 : Non Stop de Maciej Zenon Bordowicz, mise en scène Bronislaw Horowicz, Poche Montparnasse

### Metteur en scène
- 1951 : Nausicaa du Mackenzie de Georges Arest et Tania Balachova d'après Maurice Constantin-Weyer, Studio des Champs-Élysées
- 1952 : Le Profanateur de Thierry Maulnier, théâtre Antoine
- 1954 : Les Bonnes de Jean Genet, théâtre de la Huchette
- 1954 : La Matinée d'un homme de lettres de Tania Balachova d'après Anton Tchekhov, théâtre de la Huchette
- 1954 : La Peur de Georges Soria, théâtre Monceau (disparu en 1956)
- 1956 : Les Amants puérils de Fernand Crommelynck, théâtre des Noctambules
- 1962 : Huis clos de Jean-Paul Sartre, Tréteaux de France
- 1966 : Huis clos de Jean-Paul Sartre, théâtre de l'Épée de Bois
- 1967 : La Putain respectueuse de Jean-Paul Sartre, théâtre de l'Épée de Bois
- 1968 : Lady Macbeth, Poche Montparnasse
- 1968 : La Matinée d'un homme de lettres de Tania Balachova d'après Anton Tchekhov, théâtre Mouffetard
- 1968 : Dialogues d'exilés de Bertolt Brecht, théâtre des Mathurins
- 1969 : Suzanna Andler de Marguerite Duras, théâtre des Mathurins

## Filmographie

### Cinéma
- 1936 : Rose de Raymond Rouleau
- 1943 : Marie-Martine d'Albert Valentin : la dame à la gare
- 1947 : Rebecca, d'Alfred Hitchcock, post-synchronisation de Judith Anderson : La gouvernante Danvers
- 1972 : Le Grand Blond avec une chaussure noire d'Yves Robert : La mère de Toulouse
- 1973 : La Chute d'un corps de Michel Polac : Madame Lanzmann
- 1973 : Salut l'artiste d'Yves Robert : Madame Gromoff

### Télévision
- 1958 : Les Cinq Dernières Minutes, épisode Un crime dans le théâtre de Claude Loursais : Louise Mérinchal
- 1959 : Cristobal de Lugo de Jean-Paul Carrère
- 1960 : Les Cinq Dernières Minutes, épisode Le Dessus des cartes de Claude Loursais : Alice van den Grouw
- 1966 : Rouletabille chez les Bohémiens de Robert Mazoyer
- 1969 : Les Frères Karamazov de Marcel Bluwal : Madame Khokhlakova
- 1971 : Les Cinq Dernières Minutes, épisode Les Yeux de la tête de Claude Loursais : Clara Ledranoff
- 1973 : La Belle au bois dormant de Robert Maurice : la reine, mère du prince
- 1974 : La Folie des bêtes (série) de Fernand Marzelle : Victoire Chassebon (diffusion posthume)